# SunTrust Indy Challenge 2004
SunTrust Indy Challenge 2004 var ett race som var den sjätte deltävlingen i IndyCar Series 2004. Racet kördes den 26 juni på Richmond International Raceway. Dan Wheldon tog in viktig mark mot mästerskapsledande Tony Kanaan, genom att ta sin andra seger för säsongen. Vitor Meira slutade tvåa, följd av Hélio Castroneves, medan Kanaan tog med sig en ansenlig mängd poäng med sin femteplats.

## Slutresultat
| Plats | Förare            | Team                     | Grid | Kvaltid |
| ----- | ----------------- | ------------------------ | ---- | ------- |
| 1     | Dan Wheldon       | Andretti Green Racing    | 20   | 16,370  |
| 2     | Vitor Meira       | Rahal Letterman Racing   | 8    | 15,891  |
| 3     | Hélio Castroneves | Marlboro Team Penske     | 1    | 15,770  |
| 4     | Bryan Herta       | Andretti Green Racing    | 7    | 15,865  |
| 5     | Tony Kanaan       | Andretti Green Racing    | 10   | 15,977  |
| 6     | Buddy Rice        | Rahal Letterman Racing   | 2    | 15,809  |
| 7     | Adrián Fernández  | Fernández Racing         | 16   | 16,110  |
| 8     | Scott Dixon       | Chip Ganassi Racing      | 6    | 15,844  |
| 9     | Scott Sharp       | Kelley Racing            | 17   | 16,152  |
| 10    | Felipe Giaffone   | Dreyer & Reinbold Racing | 18   | 16,183  |
| 11    | A.J. Foyt IV      | A.J. Foyt Enterprises    | 21   | 16,584  |
| 12    | Dario Franchitti  | Andretti Green Racing    | 12   | 16,039  |
| 13    | Sam Hornish Jr.   | Marlboro Team Penske     | 4    | 15,824  |
| 14    | Kosuke Matsuura   | Fernández Racing         | 13   | 16,046  |
| 15    | Greg Ray          | Access Motorsports       | 19   | 16,220  |
| 16    | Ed Carpenter      | Cheever Racing           | 14   | 16,058  |
| 17    | Tomas Scheckter   | Panther Racing           | 5    | 15,827  |
| 18    | Mark Taylor       | Panther Racing           | 3    | 15,818  |
| 19    | Tora Takagi       | Mo Nunn Racing           | 9    | 15,953  |
| 20    | Darren Manning    | Chip Ganassi Racing      | 11   | 15,983  |
| 21    | Al Unser Jr.      | Kelley Racing            | 22   | 17,023  |
| 22    | Alex Barron       | Cheever Racing           | 15   | 16,076  |